# Nossa Senhora do Socorro
Nossa Senhora do Socorro è un comune del Brasile nello Stato del Sergipe, parte della mesoregione del Leste Sergipano e della microregione di Aracaju.